# Агриппин Неаполитанский
Агриппин (умер в 233) — епископ Неаполя, святой (день памяти — 9 ноября).

## Биография
Святой Агриппин, по преданию, был шестым епископом Неаполя. О нём мало что известно. Так, в Римском мартирологе имеется комментарий известного агиографа Ипполита Делеэ, касающийся епископства святого Агриппина: «Agrippinus procul dubio primis Neapolitanae ecclesiae episcopis annumerandus est; quibus annis sederit ignoratur».
Считается, что святой Агриппин был столь же почитаем, как и святой Януарий.
Фундамент храма святого Януария в Неаполе соединён с катакомбами Святого Януария, крупнейшими христианским катакомбами в Южной Италии. Структура фундамента, возможно, располагается на объединении двух античных захоронений. В одном из них, которое относят ко II веку, находятся останки святого Агриппина, в другом, которое относят к IV веку — останки святого Януария.
В 1744 году кардинал Джузеппе Спинелли, архиепископ Неаполя, произвёл исследование останков святого Агриппина. Он обрёл мраморную вазу, на которое было написано: «Неизвестные мощи, предположительно бывшие телом святого Агриппина».
Мощи святого возложены под высоким алтарём собора в Неаполе вместе с мощами святых Евтихия и Прокла, бывших товарищами Януария.
Стефано Поцци создал полотно маслом «Святые Януарий и Агриппин, изгоняющие сарацинов».